# Sampans
Sampans – miejscowość i gmina we Francji, w regionie Burgundia-Franche-Comté, w departamencie Jura.
Według danych na rok 1990 gminę zamieszkiwało 675 osób, a gęstość zaludnienia wynosiła 89 osób/km² (wśród 1786 gmin Franche-Comté Sampans plasuje się na 242. miejscu pod względem liczby ludności, natomiast pod względem powierzchni na miejscu 602.).